# Karakószörcsök
Karakószörcsök község Veszprém vármegyében, a Devecseri járásban.

## Fekvése
Veszprém vármegye nyugati részén fekszik, nem messze a Somlótól, a Torna patak völgyének északi oldalán.
A közvetlenül határos települések: észak felől Kerta, északkelet felől Iszkáz, délkelet felől Tüskevár, dél felől Apácatorna, délnyugat felől Veszprémgalsa, nyugat felől pedig Kisberzseny.

### Megközelítése
A község déli határszélén halad el, kelet-nyugati irányban a 8-as főút, így az a legfontosabb közúti megközelítési útvonala. Központján azonban csak az abból Apácatorna mellett észak felé kiágazó 8414-es út halad végig, azon érhető el északi szomszédja, Kerta felől is.
A hazai vasútvonalak közül a települést a MÁV 20-as számú Székesfehérvár–Szombathely-vasútvonala érinti, amelynek egy megállási pontja van itt. Karakószörcsök megállóhely a belterület északi részén helyezkedik el, a 8414-es út vasúti keresztezésének keleti oldalán.

## Története
Először 1288-ban tűnt fel Zurchuk írásmóddal, később – 1426-ban – már Karakozurchek. Először királynéi birtokként szerepelt, majd kisebb nemesek birtokolták. Az egytelkes kisnemesek 1488-ban négy forint országos adót fizettek. Tehát már a középkorban nemesi falunak számított, bár néhány jobbágy is élt már itt ekkor.
A török időkben elpusztásodott, lakatlanná vált. A dézsmaszedők 1571-ben már pusztának mondták, s csak 1603-ban került ismét az adószedők jegyzékébe. Ekkor csak egytelkes nemeseit említik, jobbágysága nincsen. A faluban élő zsellérréteg a 19. század elején is csak kis hányada volt a nemességnek.
A lakosság őstermeléssel és szőlőműveléssel foglalkozott. A Somló nagyszőlősi részének szőlőbirtokosai között már 1542-ben szerepeltek a karakószörcsöki szőlősgazdák. Népessége a középkorban is magyar anyanyelvű volt, nagyobbrészt római katolikus, kisebb részt evangélikus hitű lakossággal. Iskolájában 1771 óta tanítanak.
Karakószörcsök népessége lassan, de egyenletesen fejlődött egészen 1910-ig. Ebben az időben kezdődött meg a mezőgazdasági proletariátus elvándorlása a községből. Ezért, és az alacsony természetes szaporodás miatt erősen megfogyatkozott a lélekszám: két évtized alatt 156 lakossal csökkent a népesség. Az 1910 és 1941 közötti években a keresők száma is 271 főről 235 főre apadt. A község lélekszáma 1828-ban 579 fő, majd fokozatosan növekedik: 1851-ben 686, 1890-ben 713, 1910-ben pedig 725 lakosát írták össze. Ezután fokozatosan csökkent, 1969-ben 520, 2008-ban 330 fő.

## Közélete

### Polgármesterei
- 1990–1994: Szabó Antal (független)[3]
- 1994–1998: Szabó Antal (független)[4]
- 1998–2002: Szabó Antal (független)[5]
- 2002–2004: Szabó Antal (független)[6]
- 2004–2006: Ifj. Zabó Ferenc (független)[7]
- 2006–2010: Zabó Ferenc (független)[8]
- 2010–2014: Szabóné Piriti Márta (független)[9]
- 2014–2019: Szabóné Piriti Márta (független)[10]
- 2019–2024: Honvédő Szandra (független)[11]
- 2024– : Honvédő Szandra (független)[1]

A településen 2004. április 25-én időközi polgármester-választást tartottak, az előző polgármester lemondása miatt.

## Népesség
A település népességének változása:
| Lakosok száma | 261  | 257  | 273  | 269  | 288  | 280  | 273  |
|               | 2013 | 2014 | 2015 | 2021 | 2022 | 2023 | 2024 |

A 2011-es népszámlálás során a lakosok 84,4%-a magyarnak, 1,9% németnek, 0,4% cigánynak mondta magát (14,1% nem nyilatkozott; a kettős identitások miatt a végösszeg nagyobb lehet 100%-nál). A vallási megoszlás a következő volt: római katolikus 57,6%, evangélikus 15,2%, református 4,5%, felekezeten kívüli 4,5% (17,8% nem nyilatkozott).
2022-ben a lakosság 92,7%-a vallotta magát magyarnak, 2,8% cigánynak, 2,4% németnek, 0,7% egyéb, nem hazai nemzetiségűnek (5,6% nem nyilatkozott; a kettős identitások miatt a végösszeg nagyobb lehet 100%-nál). Vallásuk szerint 35,8% volt római katolikus, 10,4% református, 9,4% evangélikus, 0,7% egyéb katolikus, 5,9% felekezeten kívüli (37,8% nem válaszolt).

## Nevezetességei
- Római katolikus  templom
- Evangélikus templom

## A település az irodalomban
- Története szerint az itteni szőlőhegyen játszódik Móra Ferenc Csőszfogadás című vígjátéka (megjelent az író Parasztjaim című kötetében; igaz, Móra a Karakószörcsög névalakot használja, a szereplők többsége pedig szegedi dialektusban beszél, emiatt lehet, hogy a helynevet inkább fiktívnek lenne érdemes tekinteni).